# Gaucho (음반)
| 전문가 평가                   | 전문가 평가 |
| 평가 점수                     | 평가 점수   |
| 출처                          | 점수        |
| ----------------------------- | ----------- |
| AllMusic                      | [ 1 ]       |
| Chicago Tribune               | [ 2 ]       |
| Christgau's Record Guide      | B−          |
| Encyclopedia of Popular Music | [ 4 ]       |
| The Great Rock Discography    | 6/10        |
| MusicHound Rock               | 1/5         |
| Pitchfork                     | 9.4/10      |
| Rolling Stone                 | [ 8 ]       |
| The Rolling Stone Album Guide | [ 9 ]       |
| Tom Hull – on the Web         | B+          |

《Gaucho》는 1980년 11월 21일 MCA 레코드에서 발매된 미국의 록 밴드 스틸리 댄의 일곱 번째 스튜디오 음반이다. 《Gaucho》를 위한 세션은 스튜디오 완벽주의와 강박적인 녹음 기법에 대한 밴드의 전형적인 취향을 나타낸다. 이 음반을 녹음하기 위해, 밴드는 적어도 42명의 다른 음악가들을 사용했고, 스튜디오에서 1년 이상을 보냈고, 음반사가 준 원래의 돈을 훨씬 초과했다. 1981년, 이 음반은 그래미 어워드 최우수 엔지니어링 비클래식 음반 부문을 수상했고, 그래미 어워드 올해의 음반과 보컬과 함께 듀오 또는 그룹에 의한 최우수 팝 퍼포먼스 부문 후보에 올랐다.
음반이 녹음된 2년의 기간 동안, 밴드는 많은 창조적, 개인적, 직업적 문제들로 인해 어려움을 겪었다. MCA, 워너 브라더스, 스틸리 댄은 음반 발매권을 놓고 3자간의 법적 공방을 벌였다. 발매 후, 재즈 음악가 키스 자렛은 자렛의 노래 〈Long As You Know You're Living Yours〉를 표절한 것에 대해 법적 조치를 취하겠다고 위협한 후 타이틀곡의 공동 작곡 크레딧을 받았다. 《Gaucho》는 보다 미니멀한 그루브와 분위기 기반의 형식을 도입하면서 밴드의 중요한 스타일 변화를 보여주었다. 초기 스틸리 댄 곡들의 독특한 특징이었던 조화롭게 복잡한 화음 변화는 《Gaucho》에서 덜 두드러지며, 음반의 곡들은 단일 리듬이나 분위기를 중심으로 돌아가는 경향이 있지만, 특히 〈Babylon Sisters〉와 〈Glamour Profession〉에서는 여전히 복잡한 화음 진행이 존재했다. 《Gaucho》는 스틸리 댄의 마지막 스튜디오 음반임을 증명했다.

## 배경
예외적인 어려움이 음반 제작을 괴롭혔다. 1978년, 도널드 페이건과 월터 베커는 스틸리 댄의 유일한 상임 멤버로 자리를 잡았고, 세션 음악가들의 회전 출연진을 사용하여 그들이 함께 작곡한 곡들을 녹음했다. 하지만 베커의 마약 복용 증가로 인해 두 사람의 업무 관계가 긴장되기 시작했다.
《Gaucho》 세션이 진행되는 동안, 베커는 어퍼웨스트사이드에 있는 그의 아파트로 집으로 걸어가던 어느 토요일 밤 늦게 차에 치였다. 베커는 함께 있던 여성을 무사히 밀어냈지만 한쪽 다리에 다발성 골절, 다른 쪽 다리 염좌, 기타 부상을 입었다. 6개월간의 회복 기간 동안, 그는 2차 감염으로 고생했다. 베커가 병원에 있는 동안, 그와 페이건은 전화를 통해 음악적 협력을 계속했다.
베커의 개인적인 문제는 1980년 1월 30일 그의 여자친구 카렌 로버타 스탠리가 그의 집에서 약물 과다복용으로 사망했을 때 계속 증가했다. 그녀의 가족은 1981년 1월에 그가 그녀에게 코카인, 모르핀, 바르비투르산계, 헤로인을 소개했다고 주장하며 그를 1,750만 달러에 고소했다. 법원은 나중에 베커에게 유리한 판결을 내렸다.

## 상업적 성과
이 음반은 빌보드 200 차트에서 9위에 올랐고 플래티넘 인증을 받았다. 〈Hey Nineteen〉은 빌보드 핫 100 차트에서 10위에 올랐고, 캐나다 음반 차트에서 1위에 올랐다. 이 음반은 영국 음반 차트에서 27위에 올랐다.

## 곡 목록
모든 곡들은 특별한 언급이 없는 한 월터 베커와 도널드 페이건에 의해 작사/작곡하였다.
| #  | 제목                   | 재생 시간 |
| -- | ---------------------- | --------- |
| 1. | 〈Babylon Sisters〉    | 5:49      |
| 2. | 〈Hey Nineteen〉       | 3:43      |
| 3. | 〈Glamour Profession〉 | 7:29      |

| #  | 제목                 | 작사·작곡               | 재생 시간 |
| -- | -------------------- | ----------------------- | --------- |
| 4. | 〈Gaucho〉           | 베커, 페이건, 키스 자렛 | 5:32      |
| 5. | 〈Time Out of Mind〉 |                         | 4:13      |
| 6. | 〈My Rival〉         |                         | 4:34      |
| 7. | 〈Third World Man〉  |                         | 5:15      |

## 인증
| 국가                       | 인증     | 판매량/출하량 |
| -------------------------- | -------- | ------------- |
| 오스트레일리아 (ARIA)      | 플래티넘 | 50,000^       |
| 뉴질랜드 (RMNZ)            | 골드     | 7,500^        |
| 미국 (RIAA)                | 플래티넘 | 1,000,000^    |
| ^출하량을 기반으로 한 인증 |          |               |